# (2261) Keeler
(2261) Keeler es un asteroide perteneciente al cinturón de asteroides, descubierto el 20 de abril de 1977 por Arnold Klemola desde el Observatorio Lick, California, Estados Unidos.

## Designación y nombre
Designado provisionalmente como 1977 HC. Fue nombrado Keeler en honor al astrónomo estadounidense James Edward Keeler.